# Carina Evytt
Carina Evytt (født 1971) er en dansk forfatter, der debuterede i 2006 med gyser-romanen Let Bytte.
Carina er uddannet laborant, men arbejder som graver og kirketjener.